# Несо, Кьяртан
Кья́ртан Несо́ (фар. Kjartan Nesá; род. 9 марта 1961 года в Тофтире, Фарерские острова) — бывший фарерский футболист и тренер, вратарь, известный по выступлениям за клуб «Б68» и национальную сборную Фарерских островов.

## Карьера игрока

### Клубная
Кьяртан — воспитанник «Б68» из родного Тофтира. Его дебют в составе этого клуба состоялся 4 июня 1979 года в матче кубка Фарерских островов против «Б71», в котором он не пропустил ни одного гола. Свой первый матч в чемпионате Фарерских островов Кьяртан провёл 26 апреля 1981 года против «КИ». Всего в своём дебютном сезоне он сыграл в 12 матчах и пропустил 15 голов.
Кьяртан был основным вратарём «Б68» во время всех трёх чемпионских сезонов этого клуба: в сезоне-1984 он сыграл во всех 14 матчах и пропустил 14 голов, в сезоне-1985 голкипер также сыграл в 14 встречах и пропустил в них 10 мячей, а в сезоне-1992 вратарь снова пропустил 14 голов в 14 матчах. В 1993 году Кьяртан потерял место в основном составе, уступив его своему многолетнему сменщику Олафу Магнуссену. В том сезоне он не сыграл ни одного матча и следующую игру за «Б68» провёл в 1994 году.
Кьяртан снова стал основным вратарём клуба только в сезоне-1996. В том же году он принял участие в трёх матчах кубка Интертото, дебютировав 7 июля в матче против «Аполлона». В 1998 году Кьяртан опять лишился места в составе и вернулся туда лишь в 2001 году. В следующем сезоне он провёл свой последний матч за «Б68». Это была встреча против «Б36» состоявшаяся 3 сентября 2002 года. В конце сезона-2002 41-летний Кьяртан принял решение завершить свою футбольную карьеру.

### Международная
Кьяртан сыграл один матч за национальную сборную Фарерских островов до её принятия в ФИФА. Это была встреча против сборной Исландии, состоявшаяся 2 августа 1982 года. Он вышел на замену на 72-й минуте встречи и пропустил 1 мяч: его забил Эрлингур Кристьянссон на 79-й минуте игры.

## Клубная статистика
| Выступление      | Выступление      | Выступление      | Лига | Лига | Кубки | Кубки | Еврокубки | Еврокубки | Прочие | Прочие | Итого | Итого |
| Клуб             | Лига             | Сезон            | Игры | Голы | Игры  | Голы  | Игры      | Голы      | Игры   | Голы   | Игры  | Голы  |
| ---------------- | ---------------- | ---------------- | ---- | ---- | ----- | ----- | --------- | --------- | ------ | ------ | ----- | ----- |
| Б68              | Первый дивизион  | 1979             | 0    | 0    | 2     | -2    | 0         | 0         | 0      | 0      | 2     | -2    |
| Б68              | Первый дивизион  | 1980             | 0    | 0    | 1     | -5    | 0         | 0         | 0      | 0      | 1     | -5    |
| Б68              | Премьер-лига     | 1981             | 12   | -15  | 1     | -2    | 0         | 0         | 0      | 0      | 13    | -17   |
| Б68              | Премьер-лига     | 1982             | 12   | -21  | 1     | -3    | 0         | 0         | 0      | 0      | 13    | -24   |
| Б68              | Премьер-лига     | 1983             | 14   | -19  | 1     | -5    | 0         | 0         | 0      | 0      | 15    | -24   |
| Б68              | Премьер-лига     | 1984             | 14   | -14  | 4     | -10   | 0         | 0         | 0      | 0      | 18    | -24   |
| Б68              | Премьер-лига     | 1985             | 14   | -10  | 1     | -3    | 0         | 0         | 0      | 0      | 15    | -13   |
| Б68              | Премьер-лига     | 1986             | 14   | -20  | 1     | -3    | 0         | 0         | 0      | 0      | 15    | -23   |
| Б68              | Премьер-лига     | 1987             | 14   | -22  | 2     | -8    | 0         | 0         | 0      | 0      | 16    | -30   |
| Б68              | Премьер-лига     | 1988             | 14   | -13  | 1     | -3    | 0         | 0         | 0      | 0      | 15    | -16   |
| Б68              | Премьер-лига     | 1989             | 16   | -19  | 1     | -2    | 0         | 0         | 0      | 0      | 17    | -21   |
| Б68              | Премьер-лига     | 1990             | 18   | -20  | 1     | -6    | 0         | 0         | 0      | 0      | 19    | -26   |
| Б68              | Премьер-лига     | 1991             | 11   | -7   | 2     | -4    | 0         | 0         | 0      | 0      | 13    | -11   |
| Б68              | Премьер-лига     | 1992             | 14   | -14  | 1     | -5    | 0         | 0         | 0      | 0      | 15    | -19   |
| Б68              | Премьер-лига     | 1993             | 0    | 0    | 0     | 0     | 0         | 0         | 0      | 0      | 0     | 0     |
| Б68              | Премьер-лига     | 1994             | 5    | -5   | 0     | 0     | 0         | 0         | 0      | 0      | 5     | -5    |
| Б68              | Премьер-лига     | 1995             | 2    | -2   | 4     | -4    | 0         | 0         | 0      | 0      | 6     | -6    |
| Б68              | Премьер-лига     | 1996             | 18   | -34  | 7     | -9    | 3         | -11       | 0      | 0      | 28    | -54   |
| Б68              | Премьер-лига     | 1997             | 11   | -25  | 3     | -2    | 0         | 0         | 0      | 0      | 14    | -27   |
| Б68              | Премьер-лига     | 1998             | 0    | 0    | 0     | 0     | 0         | 0         | 0      | 0      | 0     | 0     |
| Б68              | Премьер-лига     | 1999             | 0    | 0    | 0     | 0     | 0         | 0         | 0      | 0      | 0     | 0     |
| Б68              | Премьер-лига     | 2000             | 0    | 0    | 0     | 0     | 0         | 0         | 0      | 0      | 0     | 0     |
| Б68              | Премьер-лига     | 2001             | 9    | -9   | 1     | 0     | 1         | -4        | 0      | 0      | 11    | -13   |
| Б68              | Премьер-лига     | 2002             | 2    | -5   | 1     | -3    | 0         | 0         | 0      | 0      | 3     | -8    |
| Б68              | Итого            | Итого            | 214  | -274 | 36    | -79   | 4         | -15       | 0      | 0      | 254   | -368  |
| Всего за карьеру | Всего за карьеру | Всего за карьеру | 214  | -274 | 36    | -79   | 4         | -15       | 0      | 0      | 254   | -368  |

## Международная статистика
| Матчи Кьяртана Несо за национальную сборную Фарерских островов | Матчи Кьяртана Несо за национальную сборную Фарерских островов | Матчи Кьяртана Несо за национальную сборную Фарерских островов | Матчи Кьяртана Несо за национальную сборную Фарерских островов | Матчи Кьяртана Несо за национальную сборную Фарерских островов | Матчи Кьяртана Несо за национальную сборную Фарерских островов |
| №                                                              | Дата                                                           | Оппонент                                                       | Счёт                                                           | Соревнование                                                   |                                                                |
| -------------------------------------------------------------- | -------------------------------------------------------------- | -------------------------------------------------------------- | -------------------------------------------------------------- | -------------------------------------------------------------- | -------------------------------------------------------------- |
| 1                                                              | 2 августа 1982                                                 | Исландия                                                       | 0:4                                                            | Товарищеский матч                                              |                                                                |

Итого: 1 матч и 1 пропущенный гол; 0 побед, 0 ничьих, 1 поражение.

## Достижения

### Командные
«Б68»
- Чемпион Фарерских островов (3): 1984, 1985, 1992

## Тренерская карьера
С 25 августа по 22 сентября 2001 года Кьяртан возглавлял вторую команду «Б68», выступавшую во втором дивизионе. В пяти матчах под его руководством «Б68 II» одержал 2 победы и потерпел 3 поражения. В 2002 и 2006 годах Кьяртан входил в тренерский штаб «Б68» как ассистент Ингольфа Петерсена и Билла Якобсена соответственно.

## Личная жизнь
Сын Кьяртана, Мадс Несо, тоже стал футбольным вратарём, он выступал за «Б68» в 2006—2015 годах.